# Johann Metelmann

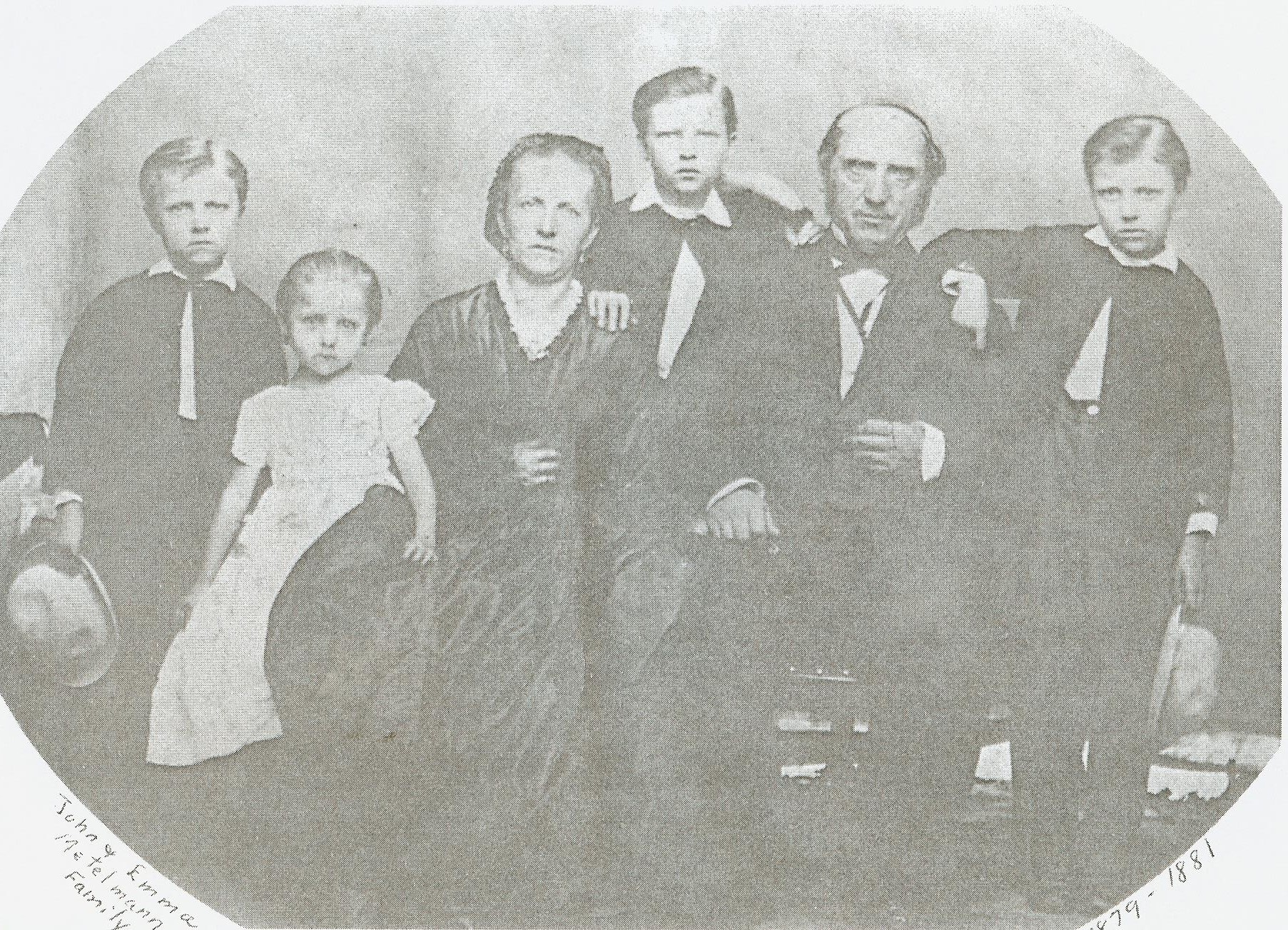
John und Emma Metelmann und ihre Kinder, ca. 1880

Johann Friedrich Carl Heinrich Metelmann, auch Mettelman(n), in den USA John H. Metelmann (* 6. Dezember 1814 in Hohenkirchen; † 20. November 1883 in Biddleborn, Lenzburg Township, St. Clair County, Illinois) war ein deutsch-amerikanischer Pädagoge, evangelischer Geistlicher und 1848/49 Mitglied der Mecklenburgischen Abgeordnetenversammlung.

## Leben
Johann Metelmann war ein Sohn des Mühlenmeisters und Erbmüllers zu Hohenkirchen, Christopher Dettloff Metelmann (1776–1834) und dessen Frau Sophia Christina Catharina, geb. Boberz. Ihr Vater Johann Boberz war Krüger in Hohenkirchen.
Johann Metelmann wurde am Lehrerseminar Ludwigslust zum Lehrer ausgebildet. Von 1839 bis 1848 war er Kantor und Lehrer in der Schule zu Dobbertin, die durch das Klosteramt geleitet und finanziert wurde. Auf dem Landtag zu Sternberg stellten am 13. November 1839 die Klostervorsteher zur Erweiterung und Organisation der Schule zu Dobbertin den Antrag auf eine zweite Lehrerstelle mit der Empfehlung bei der Anstellung eines zweiten Lehrers für die erste oder höhere Classe der Schule unter keiner Bedingung die Wahl auf ein Individuum fallen zu lassen, welche academische Studien gemacht hat. Von 1844 bis 1846 war John Brinckman im Kloster Dobbertin beim Klosterhauptmann Johann Carl Peter Baron von le Fort Hauslehrer. Vermutlich gab es in diesen Jahren auch persönliche Kontakte zwischen Johann Metelmann und John Brinckman, denn John Brinckman war von 1839 bis 1842 schon in Amerika und von 1846 bis 1849 dann Privatlehrer in Goldberg. Als zweiter Vorsitzender des Goldberger Reformvereins hatte er den geistigen Inhalt des Reformvereins mitbestimmt und wirkte gemeinsam mit Johann Metelmann für und in der Revolution über Goldberg hinaus. Sie gehörten beide zu den Mitunterzeichner einer Goldberger Petition mit sieben konkreten Forderungen an den Großherzog in Schwerin. Nach dem Brinckman wegen seiner politischen Aktivitäten Goldberg verlassen musste, bewarb sich Johann Metelmann als ehemaliger Kantor und Lehrer zu Dobbertin um die dortige Stelle. Am 3. November 1850 schrieb er an den Rat: Ein Hochlöblicher Magistrat in Goldberg wolle gewogentlich gestatten, daß ich die oben näher bezeichnete Privatschule anlegen und mich zu solchem Zwecke mit meiner Familie in der Stadt Goldberg niederlassen darf. Schon am 6. November 1850 lehnte der Goldberger Bürgermeister sein Gesuch wegen ungeklärter Heymathsverhältnissen ab. Auch nach einer Beybringung eines Revers des Klosteramtes Dobbertin und den 45 gesammelten Unterschriften Goldberger Bürger und Handwerker verweigerte der Magistrat am 8. Januar 1851 seine Aufnahme in Goldberg.
Bei der nach der Revolution in Mecklenburg abgehaltenen Wahl am 3. Oktober 1848 wurde er im Wahlkreis Mecklenburg-Schwerin 50: Dobbertin zum Mitglied der Mecklenburgischen Abgeordnetenversammlung gewählt. Hier schloss er sich der Fraktion der Reformvereine, der Linken an und wurde Mitglied im Ausschuss für das Schulwesen.
Nach dem Zusammenbruch der demokratischen Bewegung als Folge des Freienwalder Schiedsspruchs kam Metelmann „wegen dieser Dinge um sein Amt und in Noth“, wie Theodor Kliefoth es 1858 umschrieb.  Kliefoth riet ihm zur Auswanderung, und so wanderte Metelmann 1857 in die USA aus. Er wirkte zunächst als Lehrer in der Dreifaltigkeitsgemeinde in St. Louis, einer Gemeinde der Missouri Synode, legte dieses Amt aber zum 30. Juli 1862 nieder.  Als freier Pastor betreute er nun deutsche evangelische Gemeinden, so von Ostern 1867 bis April 1879 die deutsche evangelische Gemeinde in Highland, Illinois, heute Evangelical UCC. Im Oktober 1879 wurde er der erste Pastor der neugegründeten deutschen evangelischen Gemeinde in Lenzburg (heute St. Peter’s UCC). Gleichzeitig betreute er auch die Dreifaltigkeitsgemeinde (heute Trinity UCC) im benachbarten Biddleborn; zum 1. Januar 1881 legte er sein Amt in Lenzburg nieder und wechselte ganz nach Biddleborn, wo er bis an sein Lebensende blieb. Er wurde auf dem Friedhof von Biddleborn beigesetzt.
Johann Metelmann war zwei Mal verheiratet. Seine erste Frau war Anna, geb. Hampke (1815–1845). 1856 heiratete er Emma, geb. Carlsburg (1839–1917). Aus seiner ersten Ehe überlebte nur die Tochter Maria (Mary), die den Maschinisten Jacob Busch aus Keokuk, Iowa heiratete. Mit seiner zweiten Frau hatte er fünf Kinder: Louise (heiratete William Popp in Lenzburg), Paul Andrew (heiratete Johanna Juenger in Lenzburg), Martin (heiratete Margarethe Schaefferle in Lenzburg und wurde Geschäftsinhaber in Darmstadt, St. Clair County), Augusta (heiratete Andreas Moes) und William.

### Ungedruckte Quellen
- Landeshauptarchiv Schwerin (LHAS)
  - LHAS 2.21-4/4 Bevölkerungs-, Geburts-, Konfirmations-, Heirats- und Sterbelisten.
  - LHAS 3.2-3/1 Landeskloster/Klosteramt Dobbertin.
  - LHAS 5.11-2 Landtagsverhandlungen, Landtagsversammlungen, Landtagsprotokolle und Landtagsausschuß.
  - LHAS 5.12-9/7 Landratsamt Schönberg. Nr. 3706 Bauten auf der Bauernhufe Nr. 4 der Frau Heiden, Pächter Kurt Metelmann in Hohenkirchen, Abriss der Mühle mit Fotos 1936–1944.
- Landeskirchliches Archiv Schwerin (LKAS)
  - LKAS, OKR Schwerin, Landessuperintendentur Wismar, Pfarrarchiv Hohenkirchen.
- Stadtarchiv Goldberg (StAG)
  - Bürgerakten Nr. 8, ehemaliger Kantor und Lehrer Metelmann 1850–1851.